# Do it (KNOCK OUT MONKEYの曲)
「Do it」（ドゥ・イット）はKNOCK OUT MONKEYの楽曲で、5枚目のシングル。2016年11月16日に発売。発売元はビーイング。

## 解説
初回限定盤には4月に行われた「KNOCK OUT MONKEY TOUR 2016 "RAISE A FIST"」東京・赤坂BLITZ公演より、7曲のライブ映像を収めたDVDが付属。
表題曲のミュージック・ビデオは池田圭が監督を務めており、大勢のエキストラを率いての演奏シーンと、街の様子を収めた映像を組み合わせた作品に仕上がっている。なお、このミュージック・ビデオのテーマは「超えていけ!」である。
表題曲はテレビ朝日系「Break Out」11月度オープニング・テーマ及び北海道テレビ放送「NO MATTER BOARD」11月～12月テーマ曲に使用された。

## 収録曲
全曲 作詞：w-shun、作曲:KNOCK OUT MONKEY、編曲：大島こうすけ・KNOCK OUT MONKEY
CD
1. Do it
2. Jump
3. HOME

DVD
1. GOAL
2. Flowers
3. Only
4. OH, NO
5. For the future
6. What's going on now
7. Walk